# Village (république de Chine)
Pour un article plus général, voir Village.
À Taïwan, le village est une subdivision administrative de troisième niveau. On distingue deux types de villages :
- le village rural (chinois traditionnel : 村 ; pinyin : cūn, anglais : rural village),
- le village urbain (chinois traditionnel : 里 ; pinyin : lǐ, anglais : urban village).

## Hiérarchie
Dans la hiérarchie des organes de gouvernement autonomes (anglais : self-governing bodies), le village se classe sous les districts, districts indigènes montagnards, cantons ruraux, cantons urbains, cantons indigènes montagnards, et villes administrées par le comté, représentant les organes de deuxième niveau,.
Les villages ruraux et villages urbains sont composés par les quartiers (chinois traditionnel : 鄰 ; pinyin : lín, anglais : neighborhood),.